# Vehículo de superficie no tripulado

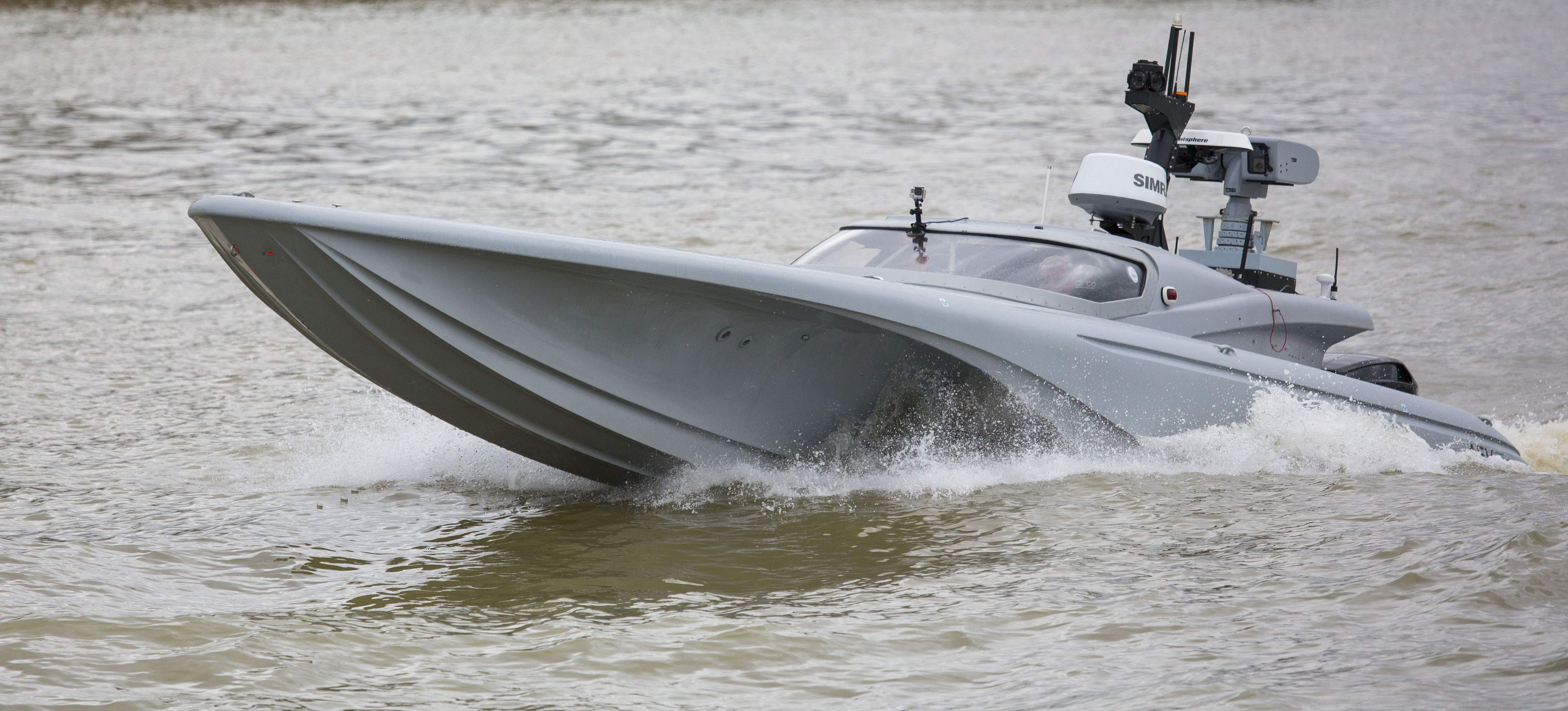
El vehículo de superficie no tripulado británico MAST, de 9,8 metros, siendo probado en Londres, Reino Unido

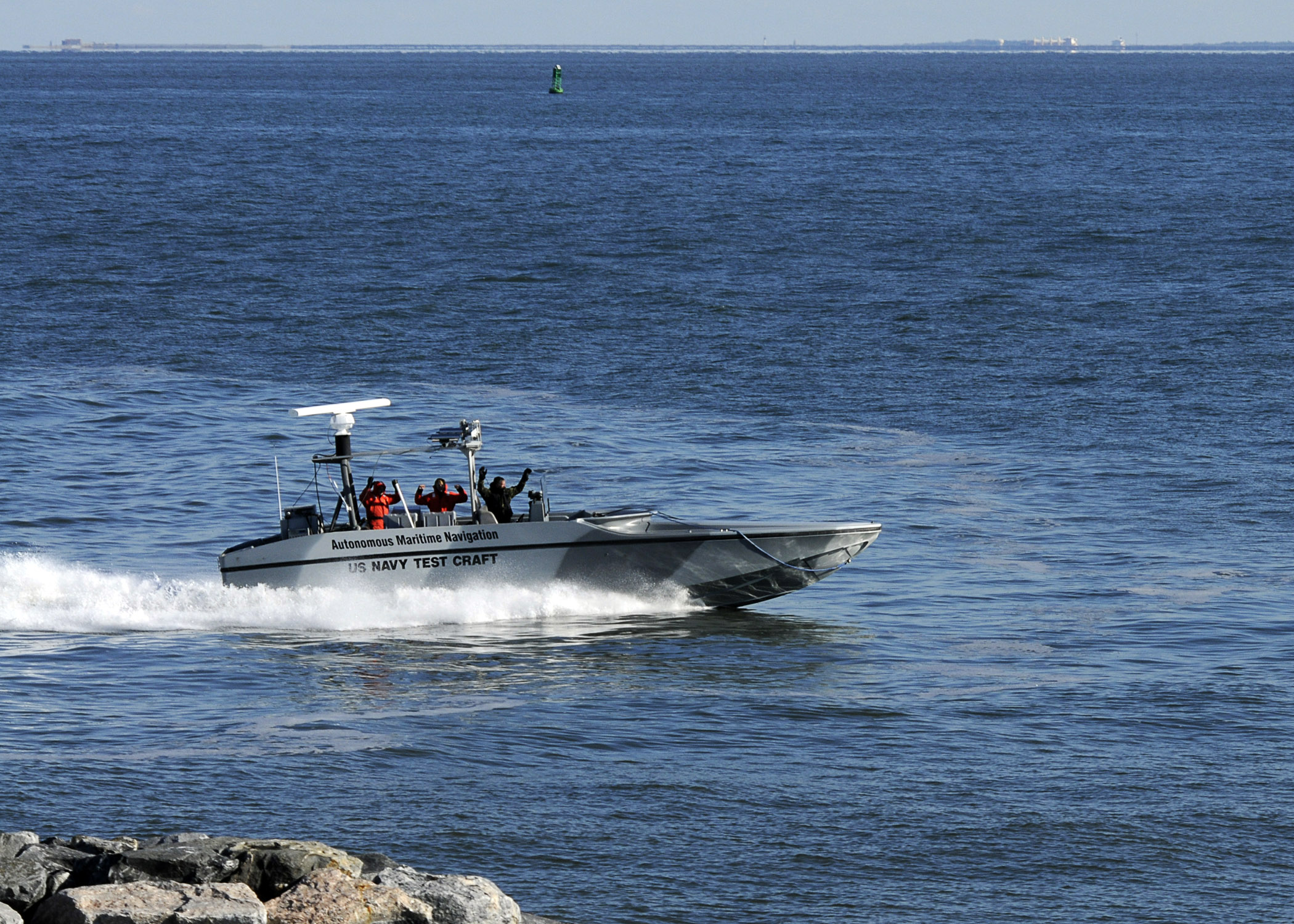
Un vehículo de superficie no tripulado siendo probado con pasajeros en Hampton, Virginia, EE. UU., en enero de 2009

Un vehículo de superficie no tripulado, también conocido como USV por sus siglas en inglés (unmanned surface vehicle), es una embarcación que opera en la superficie del agua sin llevar tripulación a bordo.

## Contexto
Al final de la Segunda Guerra Mundial ya se utilizaban USV controlados remotamente en tareas de desminado. Desde entonces, se han producido importantes avances en los sistemas de control de los USV y en las tecnologías de navegación, lo que resulta en: 
- USV que pueden ser operados de forma remota (por un operador humano en tierra o en una embarcación cercana)[3]
- USV que operan con control parcialmente autónomo
- USV que operan de forma totalmente autónoma, mejor conocidos como ASV por sus siglas en inglés

Algunas aplicaciones modernas y áreas de investigación en las cuales se utilizan USV o ASV son, entre otras: entregas comerciales, monitorización ambiental y climática, mapeo del fondo marino, transbordo de pasajeros, investigación robótica, vigilancia, inspección de puentes y otras infraestructuras, y operaciones militares y navales.

## Oceanografía

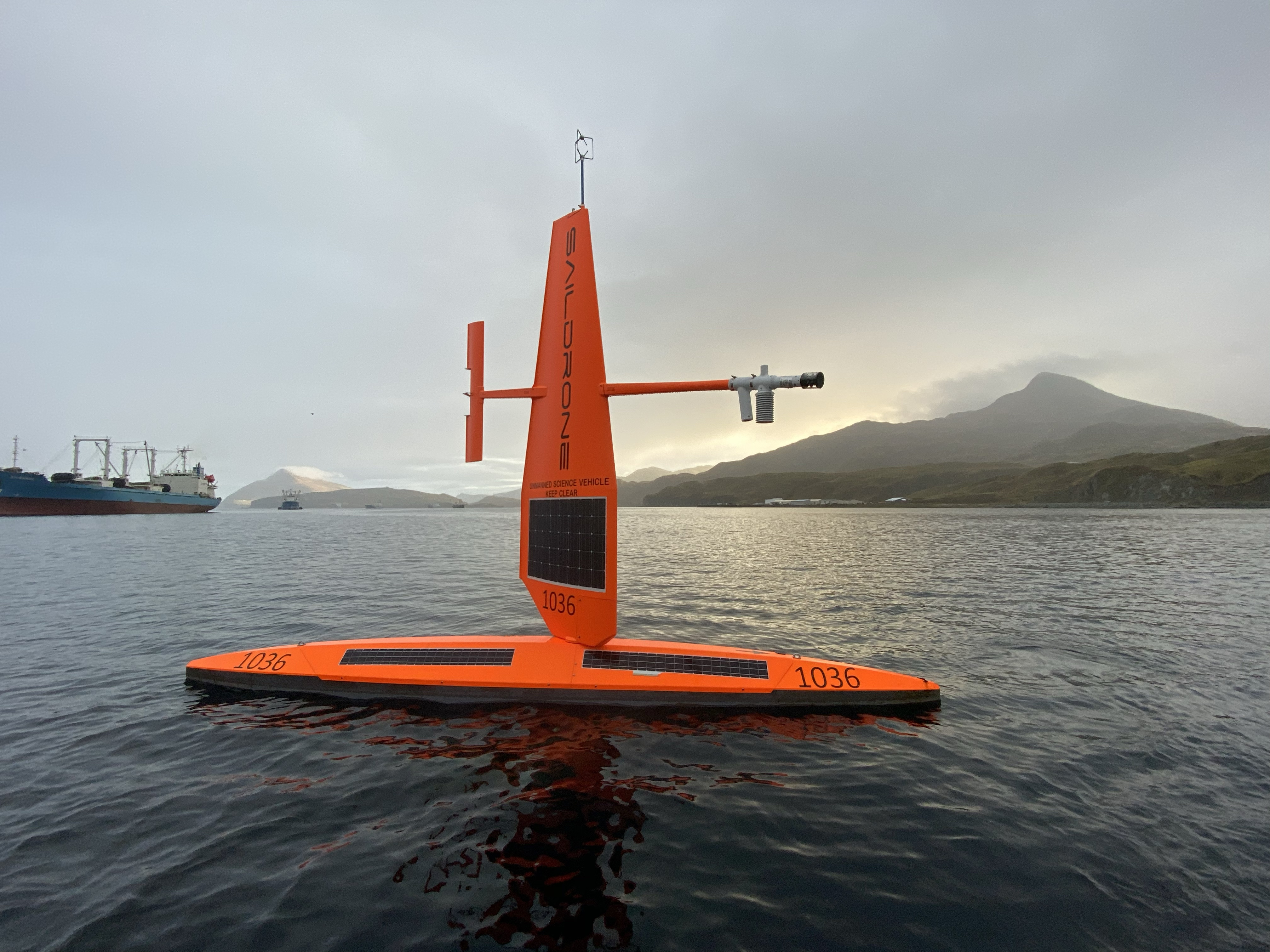
Vehículo de superficie no tripulado Saildrone en una misión de la NOAA en el Ártico en 2019.

Los USV son muy valiosos en oceanografía ya que son más capaces que las boyas meteorológicas, amarradas o a la deriva, mucho más baratos que los buques meteorológicos y los buques de investigación, y más flexibles que las contribuciones de buques comerciales. En particular, los "planeadores de olas" pueden aprovechan la energía de las olas para la propulsión primaria y, mediante células solares alimentar sus dispositivos electrónicos, logrando meses de persistencia marina para aplicaciones académicas y navales.
Los USV son una poderosa herramienta en levantamientos hidrográficos. El uso de un pequeño USV como 'multiplicador de fuerza' en paralelo al uso de buques de prospección tradicionales, puede duplicar la cobertura de prospección y reducir el tiempo en el sitio. En 2016, este método se utilizó en una prospección realizada en el Mar de Bering, frente a Alaska, en la cual el vehículo ASV Global 'C-Worker 5' realizó 2.275 millas náuticas de la prospección, el 44% del total del proyecto. Fue un récord para la industria de prospecciones y resultó en un ahorro de 25 días en el mar.
En 2019, un ASV Saildrone completó la primera circunnavegación autónoma de la Antártida, recorriendo 12.500 millas (20.100 km) en un viaje de 7 meses, recopilando datos detallados mediante la instrumentación de control medioambiental a bordo.

## Defensa
Algunas aplicaciones de los vehículos de superficie no tripulados en el ámbito de defensa son las de ejercer como objetivos de tiro en ejercicios militares y las tareas de desminado.

## Transporte de mercancías
Se espera que en el futuro, muchos de los buques de transporte marítimo de mercancías sean vehículos de superficie no tripulados.